# 文室正嗣
文室 正嗣（ふんや の まさつぐ）は、平安時代初期の貴族。官位は従五位下・周防守。

## 経歴
大同3年（808年）6月に中務少輔、8月に斎宮頭、翌大同4年（809年）正月に豊後守、2月に陰陽頭と平城朝後半にかけて短期間に官職を転々とした。嵯峨朝に入っても、陰陽頭を在官1年半ほどで辞任し、弘仁2年（811年）には周防守に任官するが、これも在職1年を待たずに石上美奈麻呂と交代している。

## 官歴
『日本後紀』による。
- 時期不詳：従五位下。豊後守
- 大同3年（808年） 6月1日：中務少輔、豊後守如故。8月22日：斎宮頭、豊後守如故
- 大同4年（809年） 正月16日：兼上総守。正月23日：豊後守。2月13日：陰陽頭
- 弘仁2年（811年） 10月11日：周防守